# Marcus Holmgren Pedersen
Pour les articles homonymes, voir Pedersen.
Marcus Pedersen, né le 16 juillet 2000 à Hammerfest en Norvège, est un footballeur international norvégien qui évolue au poste d'arrière droit au Torino FC, en prêt du Feyenoord Rotterdam.

## Biographie

### Carrière en club

#### Tromsø IL
Marcus Pedersen naît à Hammerfest en Norvège. Il est formé au Tromsø IL, et joue son premier match en professionnel le 18 avril 2018, face au Skjervøy IK en coupe de Norvège. Il entre en jeu en fin de partie lors de cette rencontre remportée par trois buts à un par les siens.
Il participe à son premier match en Eliteserien le 28 octobre 2018, lors d'une défaite de son équipe par un but à zéro face à l'Odds BK.

#### Molde FK
Le 11 février 2020, le Molde FK annonce le transfert de Marcus Pedersen pour un contrat de trois ans. Son nouvel entraîneur Erling Moe se réjouit alors de l'arrivée d'un jeune joueur à fort potentiel, reconnu pour sa vitesse et son style offensif. Pedersen joue son premier match sous ses nouvelles couleurs le 16 juin 2020, lors de la première journée de la saison 2020 face à l'Aalesunds FK. Il est titularisé au poste d'arrière droit lors de cette rencontre remportée par les siens sur le score de quatre buts à un. Le 24 juin suivant il inscrit son premier but en professionnel, et donc pour le Molde FK, face à l'IK Start, lors de la troisième journée de championnat. Son équipe s'impose par trois buts à deux ce jour-là. La grave blessure de Kristoffer Haraldseid (en) lui permet de s'installer au poste d'arrière droit comme titulaire où il donne rapidement satisfaction.

#### Feyenoord Rotterdam
Le 22 juin 2021, Marcus Pedersen rejoint les Pays-Bas pour signer un contrat courant jusqu'en juin 2026 avec le Feyenoord Rotterdam,,.
Il joue son premier match pour Feyenoord le 22 juillet 2021, à l'occasion d'une rencontre qualificative pour la Ligue Europa Conférence 2021-2022 contre le KF Drita. Il est titularisé et les deux équipes se neutralisent (0-0). Il fait ses débuts en Eredivisie le 15 août 2021, lors de la première journée de la saison 2021-2022, contre le Willem II Tilburg. Il est titulaire et le Feyenoord l'emporte largement par quatre buts à zéro. Il participe à la Finale de la Ligue Europa Conférence 2021-2022, qui a lieu le 25 mai 2022 contre l'AS Roma. Il entre en jeu à la place de Gernot Trauner mais son équipe s'incline par un but à zéro,.

#### US Sassuolo
Le 22 août 2023, Marcus Holmgren Pedersen rejoint l'US Sassuolo sous la forme d'un prêt d'une saison avec option d'achat.
Pedersen joue son premier match pour Sassuolo le 27 août 2023, lors de la deuxième journée de la saison 2023-2024 de Serie A face au SSC Naples. Il entre en jeu lors de ce match perdu par son équipe sur le score de deux buts à zéro.

#### Torino FC (2024-)
Le 22 août 2024, Marcus Holmgren Pedersen rejoint le Torino FC pour un prêt d'une saison dont le prix est fixé à un million d'euros. Feyenoord Rotterdam et le club turinois se sont entendus pour un accord de prêt avec une obligation d’achat d'environ 4 millions d'euros. Il était lié au Feyenoord jusqu’en 2026. Il arrive notamment pour remplacer Raoul Bellanova, parti le même jour à l'Atalanta Bergame.
Il joue son premier match pour le Torino le 30 août 2024, à l'occasion d'un match de Serie A face au Venise FC. Il entre en jeu à la place de Borna Sosa et son équipe s'impose par un but à zéro.

### En sélection
Il reçoit sa première sélection avec l'équipe de Norvège des moins de 19 ans le 27 février 2019, en amical contre le Danemark. Propulsé directement titulaire, il se met en évidence en inscrivant un but. Son équipe s'incline toutefois sur le score de 1-2.
En juillet 2019, il participe à la phase finale du championnat d'Europe des moins de 19 ans organisé en Arménie. Lors de cette compétition, il joue trois matchs. Avec un bilan de deux nuls et une défaite, la Norvège ne parvient pas à dépasser le premier tour du tournoi.
Le 1er septembre 2021, Marcus Pedersen honore sa première sélection avec l'équipe nationale de Norvège, contre les Pays-Bas. Il est titularisé et les deux équipes se neutralisent (1-1 score final),.

## Statistiques
| Saison                | Club                  | Championnat           | Championnat | Championnat | Coupe(s) nationale(s) | Coupe(s) nationale(s) | Supercoupe | Supercoupe | Compétition(s) continentale(s) | Compétition(s) continentale(s) | Compétition(s) continentale(s) | Total | Total |
| Saison                | Club                  | Division              | M.          | B.          | M.                    | B.                    | M.         | B.         | Comp.                          | M.                             | B.                             | M.    | B.    |
| 2018                  | Tromsø IL             | Eliteserien           | 3           | 0           | 2                     | 0                     | -          | -          | -                              | -                              | -                              | 5     | 0     |
| 2019                  | Tromsø IL             | Eliteserien           | 17          | 0           | 2                     | 0                     | -          | -          | -                              | -                              | -                              | 19    | 0     |
| Sous-total            | Sous-total            | Sous-total            | 20          | 0           | 4                     | 0                     | -          | -          | -                              | -                              | -                              | 24    | 0     |
| 2020                  | Molde FK              | Eliteserien           | 21          | 2           | -                     | -                     | -          | -          | C1+C3                          | 3+3                            | 1+0                            | 27    | 3     |
| 2021                  | Molde FK              | Eliteserien           | 7           | 0           | -                     | -                     | -          | -          | C3                             | 4                              | 0                              | 11    | 0     |
| Sous-total            | Sous-total            | Sous-total            | 28          | 2           | -                     | -                     | -          | -          | -                              | 10                             | 1                              | 38    | 3     |
| 2021-2022             | Feyenoord Rotterdam   | Eredivisie            | 30          | 0           | 1                     | 0                     | -          | -          | C4                             | 16                             | 0                              | 47    | 0     |
| 2022-2023             | Feyenoord Rotterdam   | Eredivisie            | 29          | 1           | 4                     | 0                     | -          | -          | C3                             | 7                              | 0                              | 40    | 1     |
| 2023-2024             | Feyenoord Rotterdam   | Eredivisie            | -           | -           | -                     | -                     | 1          | 0          | C1                             | -                              | -                              | 1     | 0     |
| Sous-total            | Sous-total            | Sous-total            | 59          | 1           | 5                     | 0                     | 1          | 0          | -                              | 23                             | 0                              | 88    | 1     |
| 2023-2024             | US Sassuolo (prêt)    | Serie A               | 28          | 0           | 2                     | 0                     | -          | -          | -                              | -                              | -                              | 30    | 0     |
| Sous-total            | Sous-total            | Sous-total            | 28          | 0           | 2                     | 0                     | -          | -          | -                              | -                              | -                              | 30    | 0     |
| Total sur la carrière | Total sur la carrière | Total sur la carrière | 135         | 3           | 11                    | 0                     | 1          | 0          | -                              | 33                             | 1                              | 180   | 4     |